# Jakub Witecki
Jakub Witecki (* 21. Juli 1990 in Powroźnik) ist ein polnischer Eishockeyspieler, der seit 2009 beim GKS Tychy in der Ekstraliga unter Vertrag steht.

## Karriere
Jakub Witecki begann seine Karriere in der Nachwuchsabteilung des KTH Krynica. Bereits als 16-Jähriger verließ er für seine kleinpolnische Heimat und ging in die Nachwuchsakademie des polnischen Eishockeyverbandes in Sosnowiec, für deren Mannschaft er in der I liga, der zweithöchsten Spielklasse Polens, aktiv war. 2009 wechselte er in die Ekstraliga zum GKS Tychy, für den er seither aktiv ist. Mit dem Team aus der schlesischen Bergbaustadt wurde er 2010 und 2017 polnischer Pokalsieger sowie 2011 und 2014 polnischer Vizemeister. 2015 und 2018 gewann er mit seiner Mannschaft das Double aus Meisterschaft und Pokalsieg.

### International
Für Polen nahm Witecki im Juniorenbereich an den U18-Junioren-Weltmeisterschaften der Division I 2007 und 2008 sowie den U20-Junioren-Weltmeisterschaften der Division I 2008, 2009 und 2010 teil.
Im Seniorenbereich stand er bei den Weltmeisterschaften der Division I 2011, 2012, 2013, 2014 und 2018 im Aufgebot der Polen. Außerdem vertrat er seine Farben bei der Olympiaqualifikation für die Spiele 2014.

## Erfolge und Auszeichnungen
- 2010 Polnischer Pokalsieger mit dem GKS Tychy
- 2014 Aufstieg in die Division I, Gruppe A, bei der Weltmeisterschaft der Division I, Gruppe B
- 2015 Polnischer Meister und Pokalsieger mit dem GKS Tychy
- 2017 Polnischer Pokalsieger mit dem GKS Tychy
- 2018 Polnischer Meister und Pokalsieger mit dem GKS Tychy